# ちはや (潜水艦救難艦・初代)
ちはや（ローマ字：JDS Chihaya, ASR-401、ASU-7011）は、海上自衛隊の潜水艦救難艦。計画番号はA101。
艦名は千早城に由来し、この名を受け継いだ日本の艦艇としては3代目。

## 来歴
発足当時の海上自衛隊は潜水艦を保有していなかったが、1954年5月に締結された日米艦艇貸与協定の追加として、1955年1月、潜水艦1隻の貸与が告示された。これによって貸与されたのがガトー級潜水艦「ミンゴ」であり、「くろしお」として再就役した。海上自衛隊では、同艦の取得時より事故発生の際に対処できる救難艦の必要性を意識し、諸外国の救難艦について研究を重ねていたが、初の国産艦である「おやしお」（31SS）が建造途上にあった昭和34年度計画で1隻の建造が認められた。これによって建造されたのが本艦である。

## 設計
潜水艦救難艦は、海上自衛隊はもちろん旧海軍にも前例がない艦種であったことから、設計・建造には多くの苦労があった。コスト低減の必要から設計手法は商船構造、船型は2層の全通甲板を有する遮浪甲板型とされている。
主機関としては、同時期の他の補助艦艇と同様に2サイクル商用舶用機関を採用しており、本艦では直列6気筒の三菱横浜MAN G6Z52/70ディーゼルエンジンによる1基1軸推進とした。なお推進器には、操縦性を考慮して可変ピッチ・プロペラが採用されている。

## 装備
潜水艦救難装置は、シャンティクリア級などアメリカ海軍の潜水艦救難艦と同様のレスキュー・チェンバーを中核としたものとなっている。これは、チャールズ・モンセン少佐が開発し、アメリカ海軍では1930年に制式化されたものであった。同海軍では、1939年に沈没した「スコーラス」の救難においてモンセン少佐自身の指揮下に実戦投入されているが、これは沈没した潜水艦から成功裏に生存者を救出した最初にして唯一の例である。
このシステムでは、遭難潜水艦を発見したのちにまず4点係留方式によって救難艦を固定するが、この際に使用する大型の係留浮標（スパット）は煙突前方の両舷に搭載されており、鮮やかなインターナショナル・レッド（朱赤）の塗装と相まって、この世代の潜水艦救難艦の外見上の特徴となった。また錨は艦尾甲板両舷に搭載されており、右舷装備のものを前から1番・3番錨、また左舷装備のものを前から2番・4番錨とされていて、浮標にもこれに対応した番号が付されている。レスキュー・チェンバーは艦尾甲板左舷に搭載されており、また艦中部にはその揚降用の大型クレーン（力量12トン）が設置されている。本艦搭載のレスキュー・チェンバーは、アメリカ海軍から譲渡されたもので、高さ3.5メートル、直径2.1メートル、1回あたりの救難人員は6～8名であり、深度200メートルまでの対処が可能であった。
モンセン少佐による発明以来、レスキュー・チェンバーの運用にあたっては、沈没潜水艦の状況調査やメイティング支援のために潜水員の活動が必須とされている。また、沈没潜水艦の乗員が減圧症に罹患している可能性も想定されることもあって、再圧タンクが備えられている。

## 艦歴

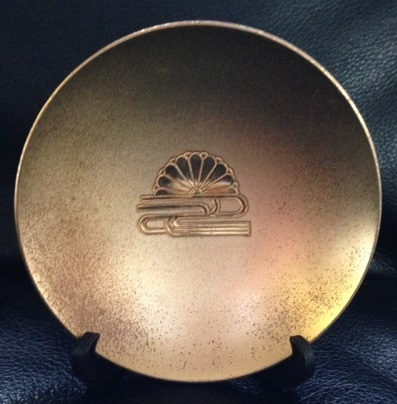
就役15周年記念金杯

「ちはや」は、第1次防衛力整備計画に基づく昭和34年度計画潜水艦救難艦1101号艦として、三菱日本重工業横浜造船所で1960年3月15日に起工され、1960年10月4日に進水、1961年3月15日に就役し、呉地方隊に編入された。
1962年8月1日、呉地方隊隷下に第1潜水隊が新編され編入。
1965年2月1日、自衛艦隊隷下に第1潜水隊群が新編され直轄艦として編入。
1985年3月27日、「ちよだ」の就役により、特務艦に種別変更され、艦籍番号がASU-7011に変更、呉地方隊に直轄艦として編入された。
1989年2月28日、除籍。

### 歴代艦長
| 代 | 氏名     | 在任期間             | 出身校・期         | 前職       | 後職         | 備考 |
| -- | -------- | -------------------- | ------------------ | ---------- | ------------ | ---- |
|    | 藏本恒造 |                      | 海兵75期           |            |              |      |
|    | 岡島襄三 | 1974.7.25 - 1976.4.4 | 海保大1期・4期幹候 | はまな副長 | てるづき艦長 |      |
|    | 唐沢健三 |                      | 7期幹候            |            |              |      |
|    | 竹内秀人 |                      | 9期幹候            |            |              |      |